# Estabilizante de alimentos

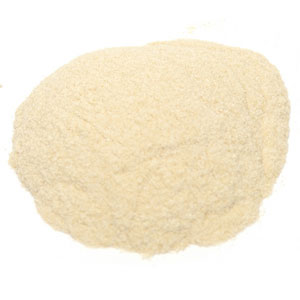
La Pectina se utiliza como estabilizador en alimentos como el yogur.

Un estabilizante o estabilizador es un componente añadido a los alimentos con el fin de mantener su estructura. Entre sus funciones más comunes se encuentra la prevención de la separación de emulsiones de aceite y agua en productos como aderezos para ensaladas, la inhibición de la formación de cristales de hielo en alimentos congelados como el helado, y la prevención de la sedimentación de la fruta en productos como mermeladas, yogures y jaleas. Algunos de estos aditivos alimentarios pueden favorecer el crecimiento de microorganismos específicos en el tracto gastrointestinal que pueden fermentarlos. Los siguientes hidrocoloides son los más comúnmente utilizados como estabilizadores:
- Alginato
- Agar-agar
- Carragenina
- Celulosa y derivados de celulosa
- Gelatina
- Goma guar
- Goma arábiga
- Goma garrofín
- Pectina
- Almidón
- Xantano